# FFH-Gebiet Tiergarten
Das FFH-Gebiet Tiergarten ist ein NATURA 2000-Schutzgebiet in Schleswig-Holstein im Kreis Schleswig-Flensburg in der Stadt Schleswig. Das FFH-Gebiet entspricht dem Waldgebiet des Schleswiger Tiergartens (dän. Dyrehave), liegt im Naturraum Schleswig-Holsteinisches Hügelland und hat eine Fläche von 96 ha. Es hat mit 2,1 km seine größte Ausdehnung in Nordostrichtung. Sein höchster Punkt liegt mit ca. 42,5 m über NHN an der Nordostspitze, der tiefste Punkt mit 1,5 m über NHN am Südrand im Tal des Hasselholmer Wasserlaufs, siehe Karte 1. Das FFH-Gebiet ist der südöstliche Teil eines größeren zusammenhängenden Waldgebietes der Schleswig-Holsteinischen Landesforsten. Es ist ein historisches Waldgebiet, was von den schleswiger Herzögen, die auf Schloss Gottorf residierten, als Jagdrevier genutzt wurde. Es liegt am Westrand der Kreisstadt Schleswig und am Nordrand des Gletscher-Tunneltals von Busdorf (Tu 005). Es grenzt im Nordosten an die Wohnbebauung von Schleswig, im Süden im Talgrund an die Auen des Hasselholmer Wasserlaufs. Dort verengt sich das Gebiet auf einen schmalen Streifen von ca. 70 m Breite, unterquert die Talbrücke der Bundesstraße B 75 und endet an der Kreisstraße K 51 (Brockdorff-Rantzau-Straße) kurz vor dem Eisenbahndamm der Strecke Schleswig–Flensburg. Während auf den Hochplateauflächen im Norden bodensaurer Buchenwald vorherrscht, ist es in den Hanglagen im Süden der Waldmeister-Buchenwald. Das FFH-Gebiet wird durch ein dichtes Netz von Rad- und Wanderwegen durchzogen und als Erholungsraum von den Schleswigern genutzt.

## FFH-Gebietsgeschichte und Naturschutzumgebung

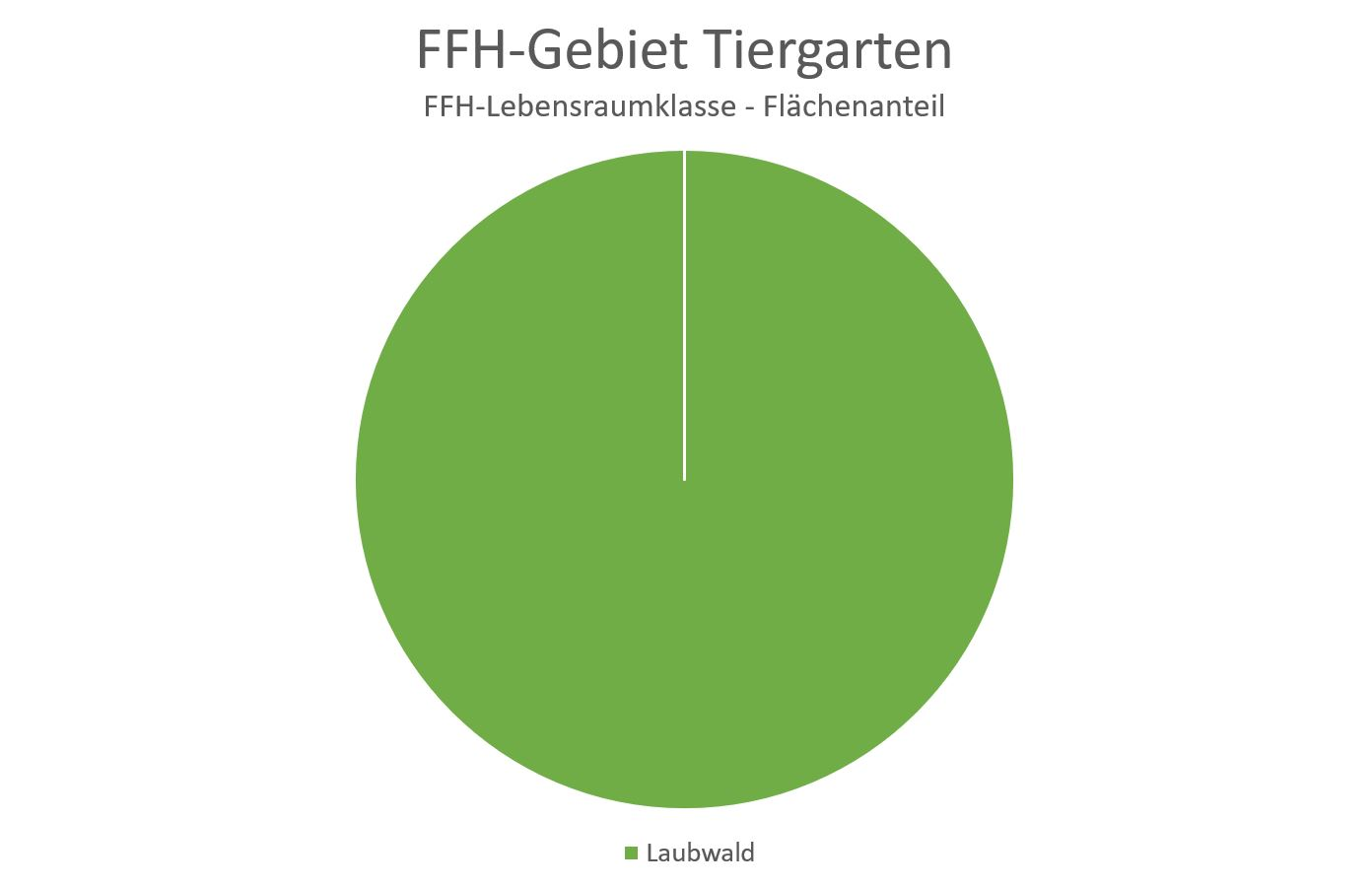
Diagramm 1: FFH-Lebensraumklasse

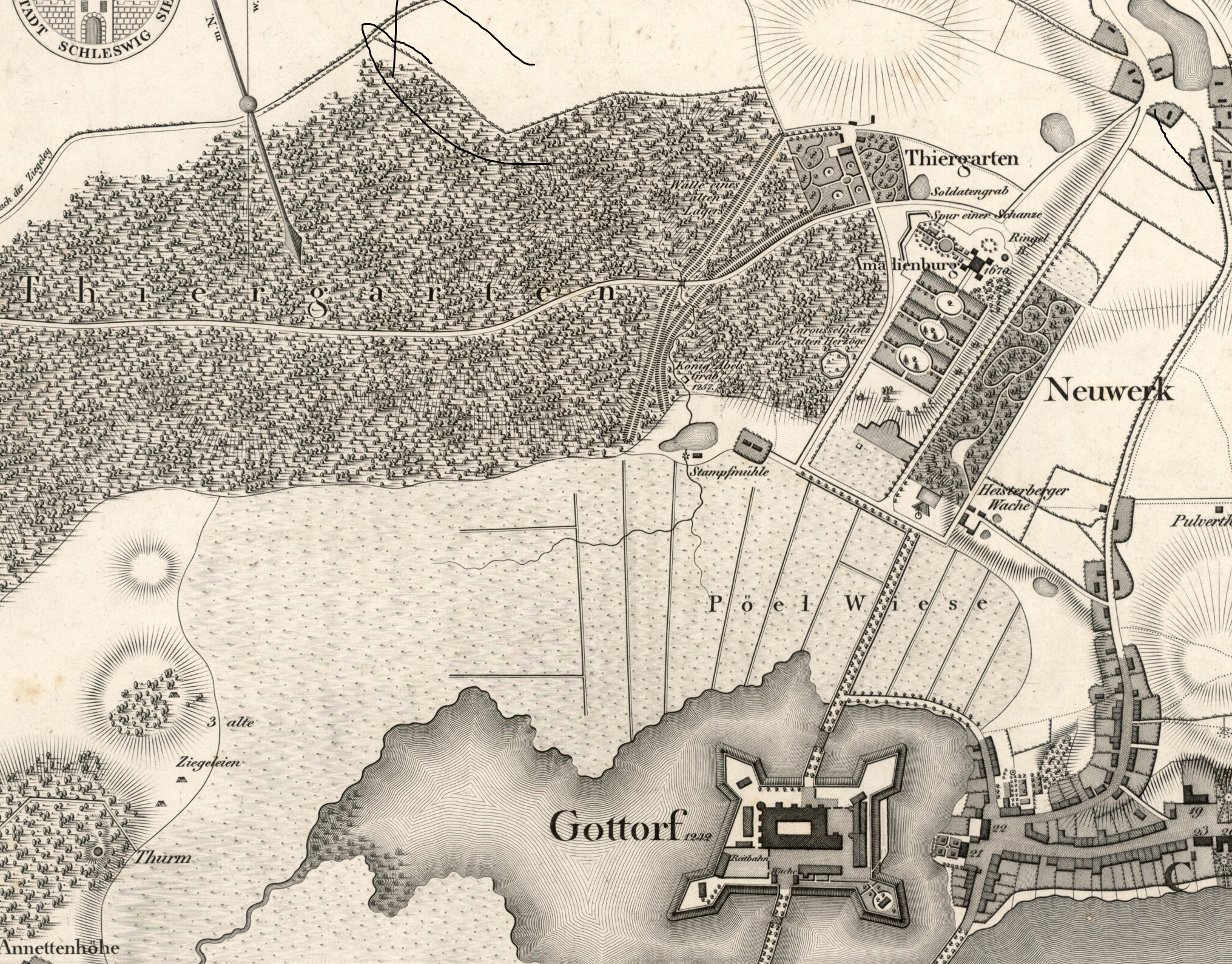
Bild 1: Wald Tiergarten in Schleswig 1823

Der NATURA 2000-Standard-Datenbogen für dieses FFH-Gebiet wurde im November 1999 vom Landesamt für Landwirtschaft, Umwelt und ländliche Räume (LLUR) des Landes Schleswig-Holstein erstellt, im August 2000 als Gebiet von gemeinschaftlicher Bedeutung (GGB) vorgeschlagen, im Dezember 2004 von der EU als GGB bestätigt, im Januar 2010 national nach § 32 Absatz 2 bis 4 BNatSchG in Verbindung mit § 23 LNatSchG als besonderes Erhaltungsgebiet (BEG) bestätigt und im Mai 2019 aktualisiert. Der Managementplan für das FFH-Gebiet wurde vom Ministerium für Energiewende, Landwirtschaft, Umwelt und ländliche Räume (MELUR) des Landes Schleswig-Holstein am 26. März 2013 veröffentlicht. Das FFH-Gebiet enthält für seine Größe eine ungewöhnlich hohe Anzahl an FFH-Lebensraumtypen. Der Wald ist zu 98 % im Besitz der Schleswig-Holsteinischen Landesforsten. Somit gelten für die Bewirtschaftung die Handlungsgrundsätze der Schleswig-Holsteinischen Landesforsten für Natura-2000-Gebiete. Die Betreuung dieses FFH-Gebietes nach § 20 LNatSchG ist in der aktuellen Betreuerliste des LLUR vom Dezember 2019 noch nicht festgelegt. Ein BIS-Faltblatt mit Informationen für Besucher über das FFH-Gebiet Tiergarten ist noch nicht verfügbar. In unmittelbarer Nähe des FFH-Gebietes Tiergarten liegen die FFH-Gebiete „Schlei incl. Schleimünde und vorgelagerter Flachgründe“ und „Busdorfer Tal“. Die drei FFH-Gebiete sind Teil des „Naturparks Schlei“. Das FFH-Gebiet „Schlei incl. Schleimünde und vorgelagerter Flachgründe“ ist fast deckungsgleich mit dem EU-Vogelschutzgebiet „Schlei“. Am Ende der Sackgasse Paulihof beginnt das FFH-Gebiet Tiergarten mit dem „BODENERLEBNISPFAD TIERGARTEN SCHLESWIG“. Auf 460 m Länge werden insbesondere für Kinder die Funktionen des Waldes erklärt.

## FFH-Erhaltungsgegenstand

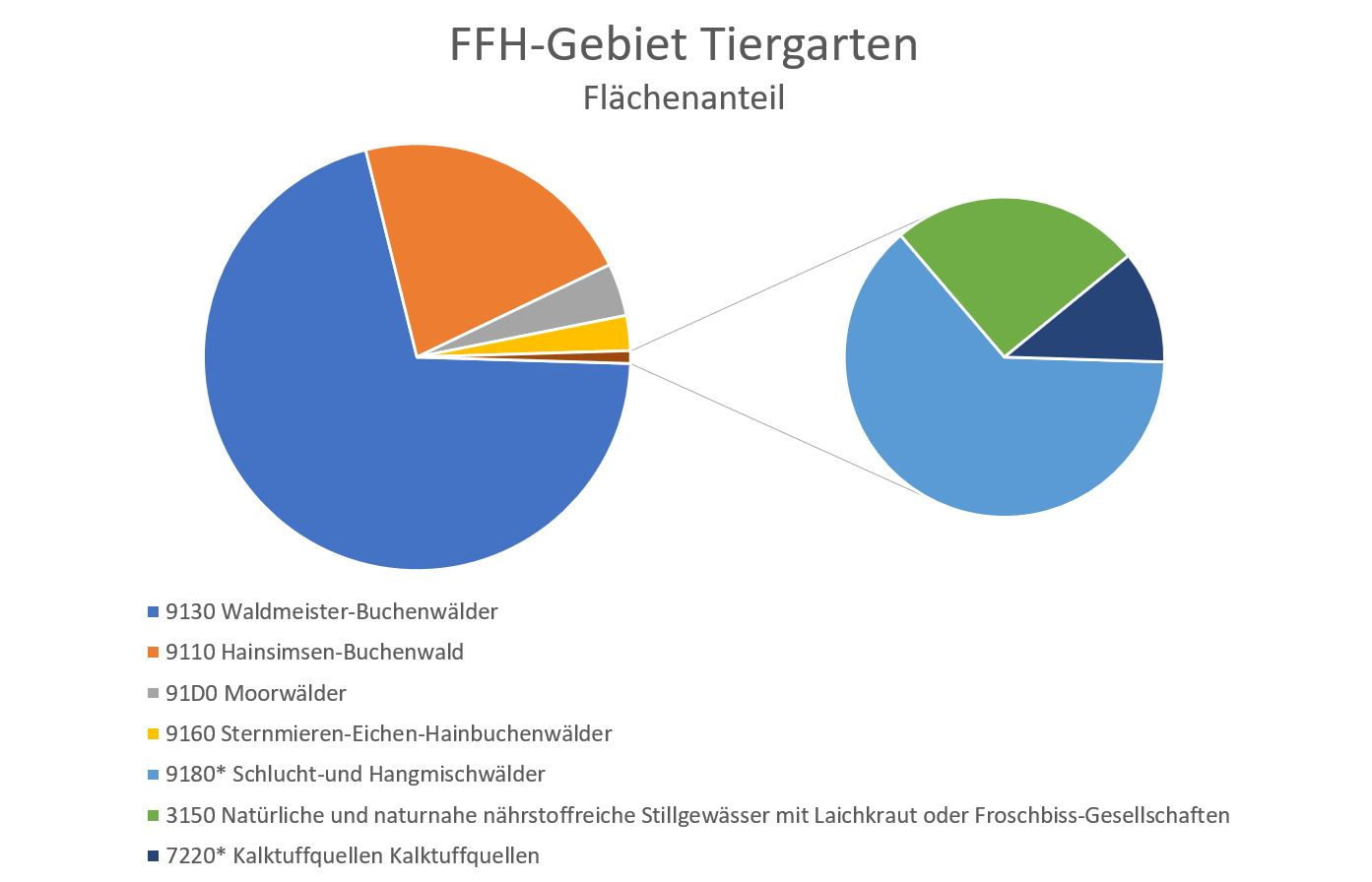
Diagramm 2: FFH-Lebensraumtypen

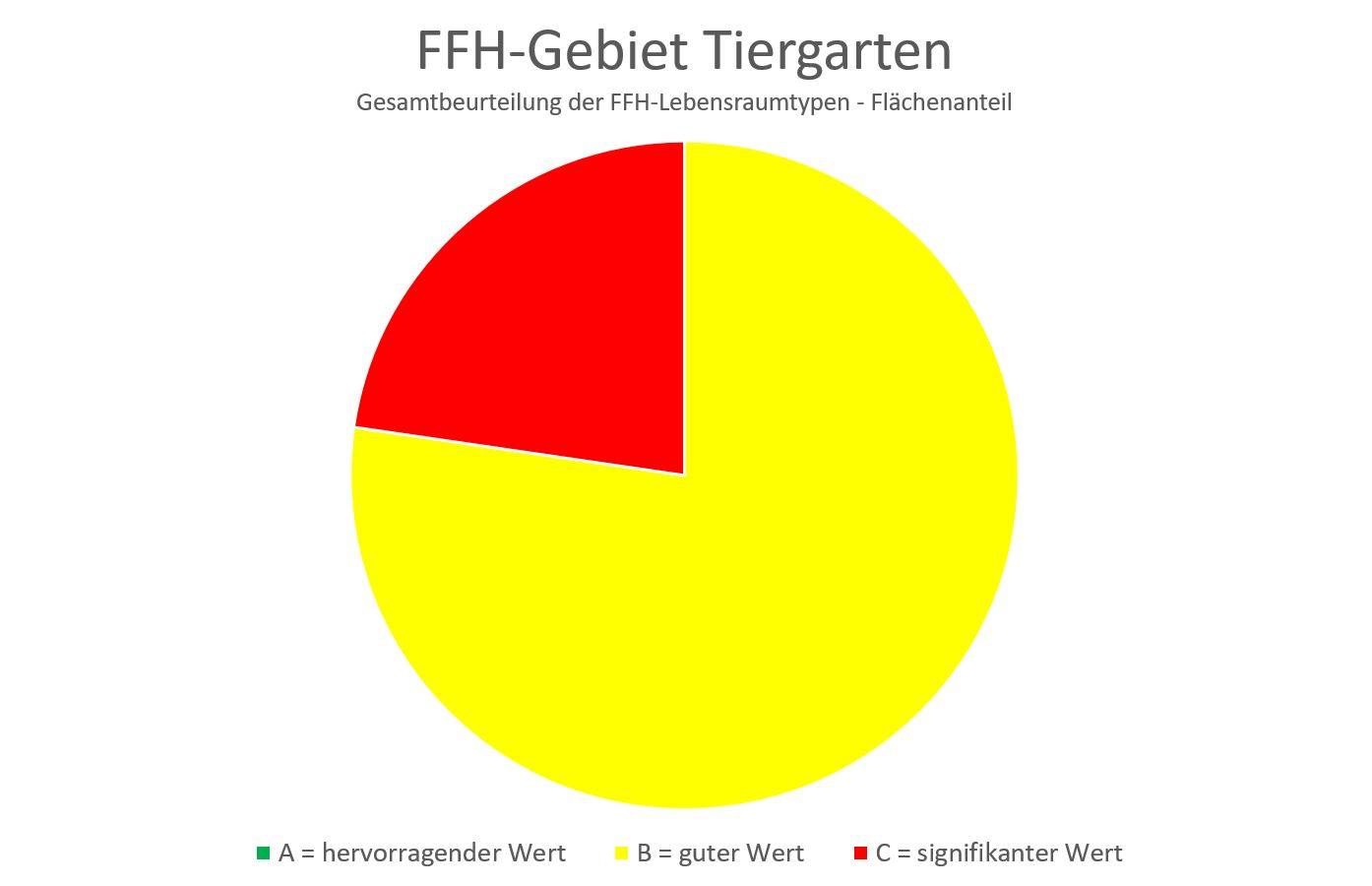
Diagramm 3: FFH-Lebensraumtyp Gesamtbeurteilung im SDB

Laut Standard-Datenbogen vom Mai 2019 sind folgende FFH-Lebensraumtypen und Arten für das Gesamtgebiet als FFH-Erhaltungsgegenstände mit den entsprechenden Beurteilungen zum Erhaltungszustand der Umweltbehörde der Europäischen Union gemeldet worden (Gebräuchliche Kurzbezeichnung (BfN)):
FFH-Lebensraumtypen nach Anhang I der EU-Richtlinie:
- 3150 Natürliche und naturnahe nährstoffreiche Stillgewässer mit Laichkraut oder Froschbiss-Gesellschaften (Gesamtbeurteilung C)[19]
- 7220* Kalktuffquellen (Gesamtbeurteilung C)[20]
- 9110 Hainsimsen-Buchenwälder (Gesamtbeurteilung C)[21]

- 9130 Waldmeister-Buchenwälder (Gesamtbeurteilung B)[22]

- 9160 Sternmieren-Eichen-Hainbuchenwälder (Gesamtbeurteilung B)[23]

- 9180* Schlucht- und Hangmischwälder (Gesamtbeurteilung C)[24]
- 91E0* Erlen-Eschen- und Weichholzauenwälder (Gesamtbeurteilung B)[25]

Arten gemäß Artikel 4 der Richtlinie 2009/147/EG und nach Anhang II der Richtlinie 92/43/EWG:
- 1166 Kammmolch (Gesamtbeurteilung C)[27]

## FFH-Erhaltungsziele
Aus den oben aufgeführten FFH-Erhaltungsgegenständen werden als FFH-Erhaltungsziele von besonderer Bedeutung die Erhaltung folgender Lebensraumtypen und Arten im FFH-Gebiet vom Ministerium für Energiewende, Landwirtschaft, Umwelt und ländliche Räume des Landes Schleswig-Holstein erklärt:
- 9110 Hainsimsen-Buchenwälder
- 9130 Waldmeister-Buchenwälder
- 9160 Sternmieren-Eichen-Hainbuchenwälder
- 91E0 Erlen-Eschen- und Weichholzauenwälder

## FFH-Analyse und Bewertung

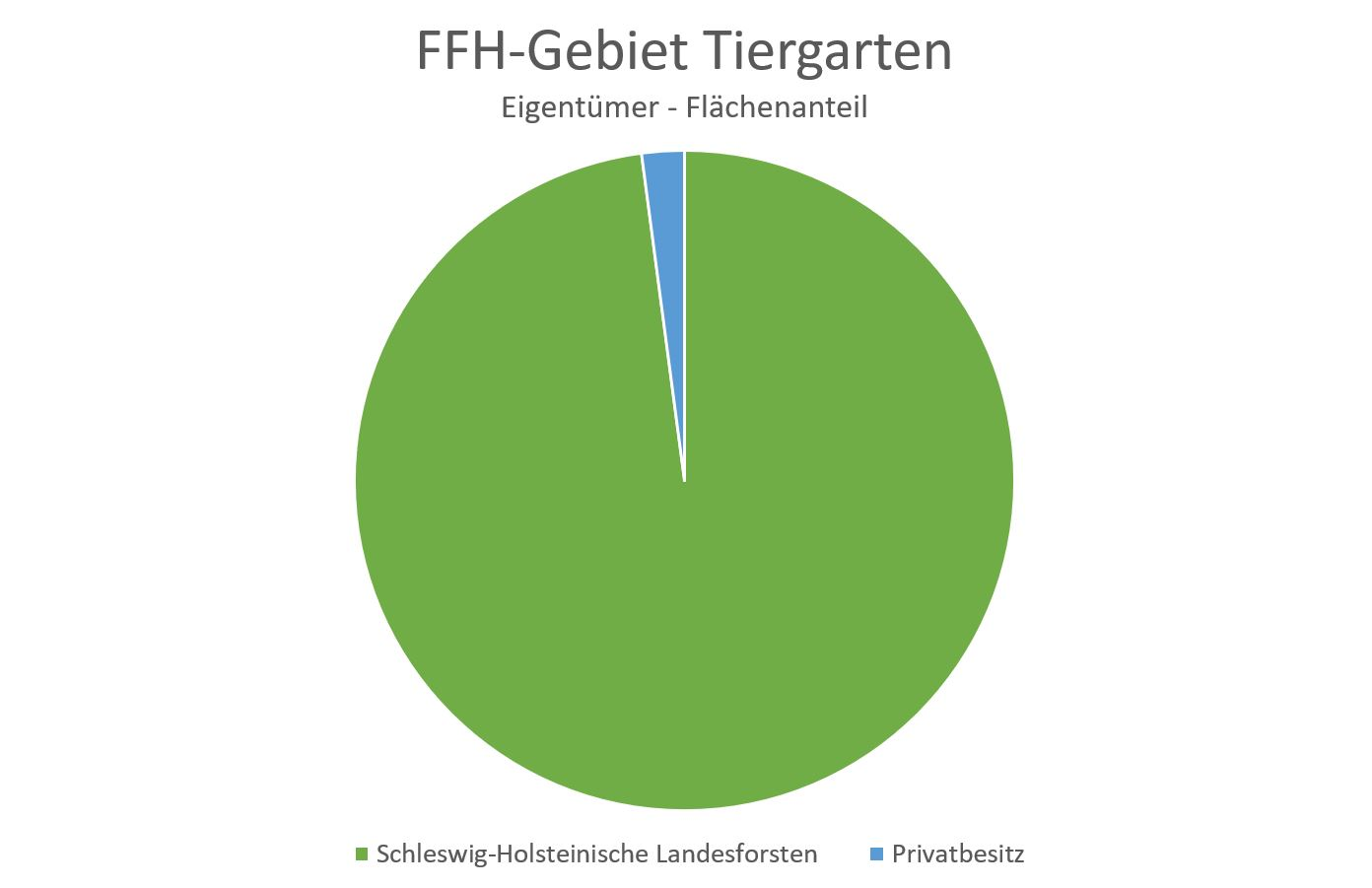
Diagramm 4: Eigentümer

Das Kapitel Analyse und Bewertung im Managementplan beschäftigt sich unter anderem mit den aktuellen Gegebenheiten des FFH-Teilgebietes und den Hindernissen bei der Erhaltung und Weiterentwicklung der FFH-Lebensraumtypen. Die Ergebnisse fließen in den FFH-Maßnahmenkatalog ein. Mit der Einhaltung der Handlungsgrundsätze kommen die Schleswig-Holsteinischen Landesforsten der Einhaltung des Verschlechterungsverbotes für Naturschutz- und NATURA-2000-Gebieten nach. Einer der Handlungsgrundsätze der Schleswig-Holsteinischen Landesforsten ist die Ausweitung des Anteils an Naturwald auf 5 Prozent der Waldfläche. Im FFH-Gebiet Tiergarten verlaufen viele Rad- und Wanderwege, die wegen der starken Nutzung durch Besucher der Verkehrssicherungspflicht unterliegen. Dadurch kann ein breiter Streifen rechts und links der Wege nicht sich selbst überlassen werden. Der weitaus größte Teil des Waldes ist von Laubbäumen geprägt. Es gibt aber auch einen Anteil von knapp 15 Prozent Nadelwald. Die Handlungsgrundsätze schreiben eine allmähliche Reduktion der standortuntypischen Nadelhölzer vor. Dieser Forderung kommt die Forstverwaltung durch kontinuierliche Entnahme von hiebreifen Sitkafichten und Küsten-Tannen nach. Allerdings gibt es einige ältere Mammutbäume, Sitkafichten und Douglasien, die man als für den Besucher interessante Bäume im Wald belassen möchte, da ihr Einfluss auf die Bodenvegetation nur gering ist. Der Anteil von Bäumen, die älter als 100 Jahre sind, ist besonders in den Hanglagen des FFH-Gebietes hoch. Einzelne Eichen werden auf 260 Jahre alt geschätzt. In den Tälern des Walzenmühlengrundes im Osten und der Hüsbyer Ziegelei im Westen liegen eine größere Anzahl von gesetzlich geschützten Biotopen. Der prioritäre Lebensraumtyp Kalktuffquelle liegt am Südzipfel des Gebietes zwischen B75 und K51 im Ortsteil Annettenhöh.

## FFH-Maßnahmenkatalog
Der FFH-Maßnahmenkatalog im Managementplan führt neben den bereits durchgeführten Maßnahmen geplante Maßnahmen zur Erhaltung und Entwicklung der FFH-Lebensraumtypen im FFH-Gebiet an. Diese sind in einer Maßnahmenkarte und sechs Maßnahmenblättern schriftlich niedergelegt.
Maßnahmenblatt 1: In der Abteilung 3228a sollen Altbäume als Habitatbäume gekennzeichnet werden. Wenn diese aus Gründen der Verkehrssicherung gefällt werden müssen, sollen sie als liegendes Totholz als Habitat für Insekten und Pilze verbleiben.
Maßnahmenblatt 2: Dauerhafter Umbau des Waldes zum Laubwald durch Entnahme hiebreifer Nadelbäume.
Maßnahmenblatt 3: Einstellung der Wegeunterhaltung an ausgesuchten Wegen zur Erhöhung der Anzahl an Habitatbäumen.
Maßnahmenblatt 4: Dauerhafte Unterhaltung der bestehenden Staueinrichtungen zur Aufrechterhaltung des aktuellen Wasserhaushalts.
Maßnahmenblatt 5: Entwurf zur Ausweisung von Teilen des FFH-Gebietes als Naturschutzgebiet und Naturwald.
Maßnahmenblatt 7: Entwurf von Maßnahmen zur Eindämmung der Verjüngung der Tsuga, einer invasiven Nadelholzart.

## FFH-Erfolgskontrolle und Monitoring der Maßnahmen
Eine FFH-Erfolgskontrolle und Monitoring der Maßnahmen findet in Schleswig-Holstein alle 6 Jahre statt. Der Managementplan wurde 2013 veröffentlicht. Somit wäre 2020 die nächste FFH-Erfolgskontrolle fällig. Das letzte Folgemonitoring wurde am 10. Februar 2012 veröffentlicht. Im Unterschied zum Erstmonitoring von 2005 konnten größere Flächen einem FFH-Lebensraumtyp zugeordnet werden. Die Angaben im aktuellen Standard-Datenbogen vom Mai 2019 entsprechen denen des Folgemonitorings.
Die Europäische Kommission hat im Jahre 2015 die Umsetzung der Richtlinie 92/43/EWG in Deutschland bemängelt (Verfahren-Nr. 2014/2262). In den Managementplänen würden keine ausreichend detaillierten und quantifizierten Erhaltungsziele festgelegt. Am 12. Februar 2020 hat die Kommission der Bundesrepublik Deutschland eine Frist von zwei Monaten gesetzt, die Mängel zu beseitigen. Andernfalls wird der Europäische Gerichtshof (EuGH) angerufen. Die Bundesrepublik Deutschland ist der Aufforderung nicht nachgekommen (Stand August 2021). Die Kommission führt für Schleswig-Holstein fehlende Quantifizier-, Mess- und damit Berichtsfähigkeit an. Schleswig-Holstein konzentriere sich ausschließlich auf die Durchsetzung des Verschlechterungsverbotes nach Artikel 6, Absatz 2 der Richtlinie. Die Stellungnahme des Landes Schleswig-Holstein mit der im Jahre 2006 erfolgten Bekanntgabe der gebietsspezifischen Erhaltungsziele (gEHZ) für die FFH-Vorschlagsgebiete in Schleswig-Holstein bestätige aus Sicht der Europäischen Kommission die angeführten Mängel. Nachdem Deutschland die Mängel nicht fristgerecht abgestellt hat, hat die Europäische Kommission Deutschland beim Europäischen Gerichtshof im Februar 2021 verklagt. Hierzu wurden von der Generalanwältin des EuGH am 20. April 2023 die Schlussanträge gestellt. Am 21. September 2023 hat der EuGH das Urteil gesprochen. Die Bundesrepublik Deutschland hat in drei Punkten der Anklage gegen Europäisches Recht verstoßen und im Übrigen wird die Klage abgewiesen. Die Bundesrepublik Deutschland muss ihre eigenen Verfahrenskosten und die der Europäischen Kommission tragen.

## Fotogalerie

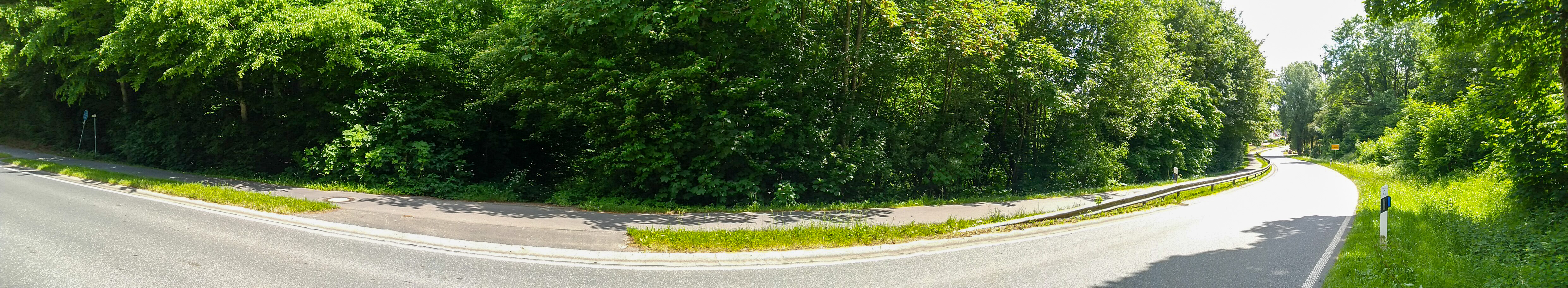
Westgrenze des FFH-Gebietes Tiergarten
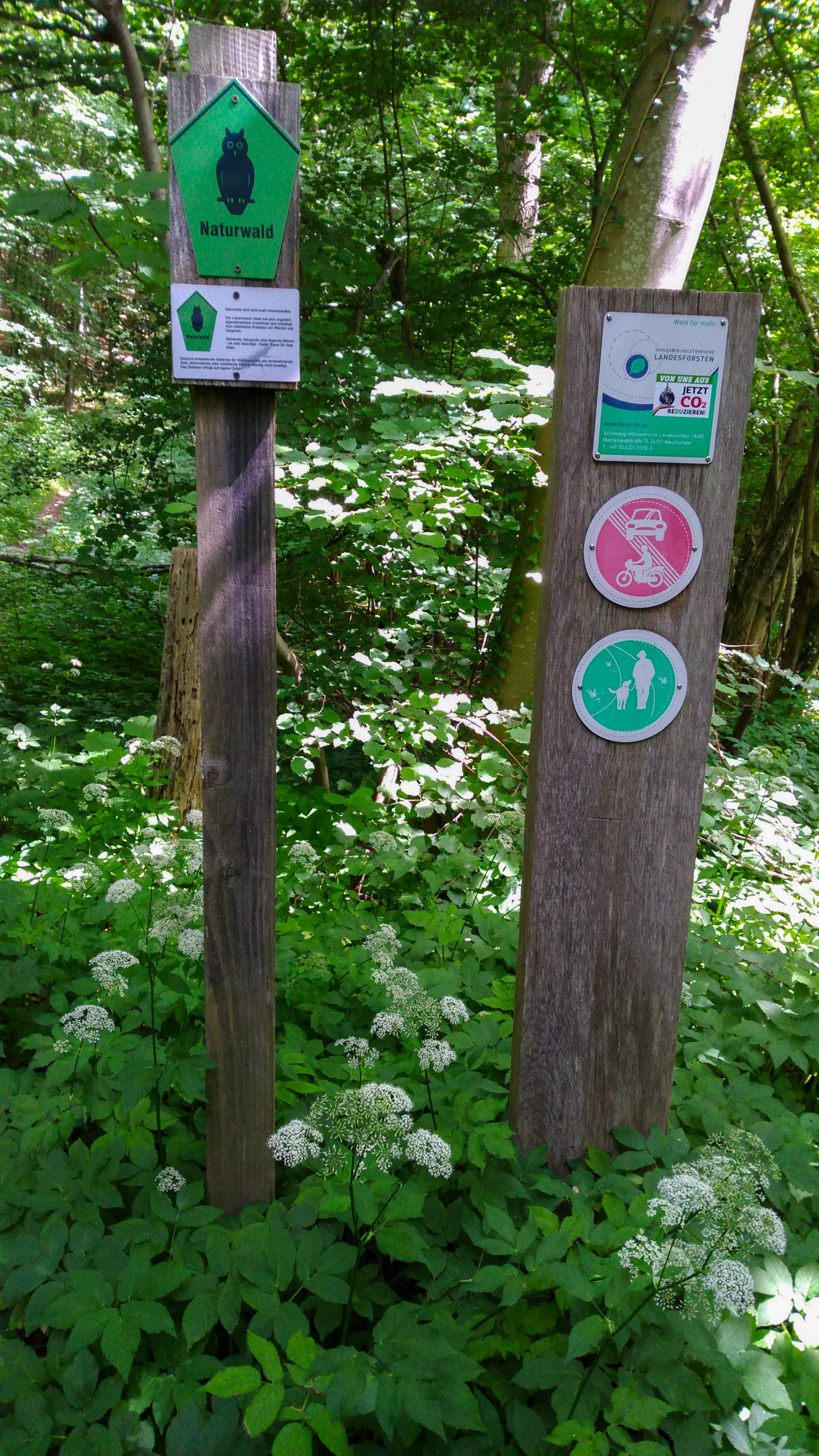
Beschilderung am Westzugang als Wald der Schleswig-Holsteinischen Landesforsten und Ausweisung als Naturwald
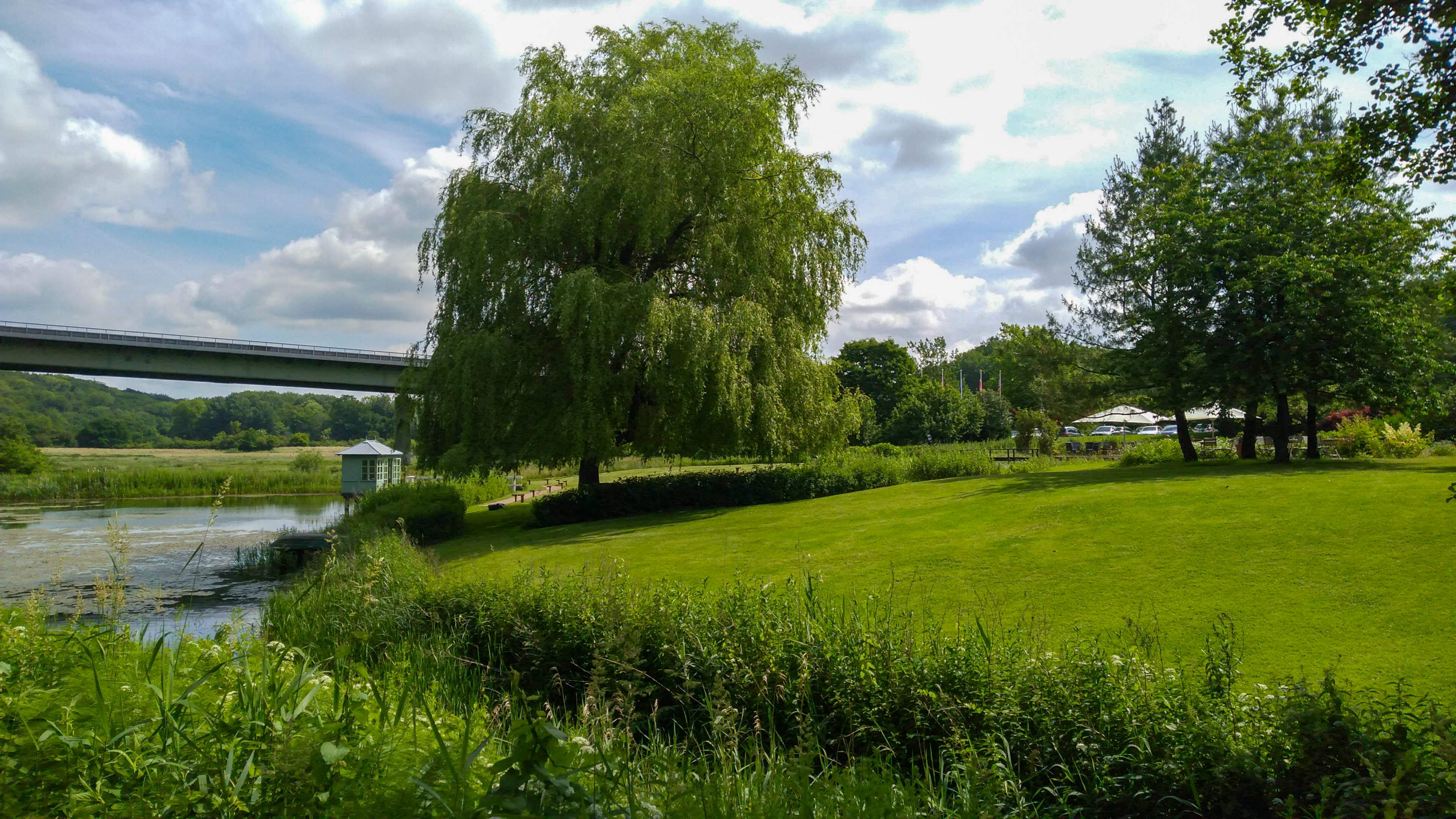
Blick vom Parkplatz Hotel Waldschlösschen
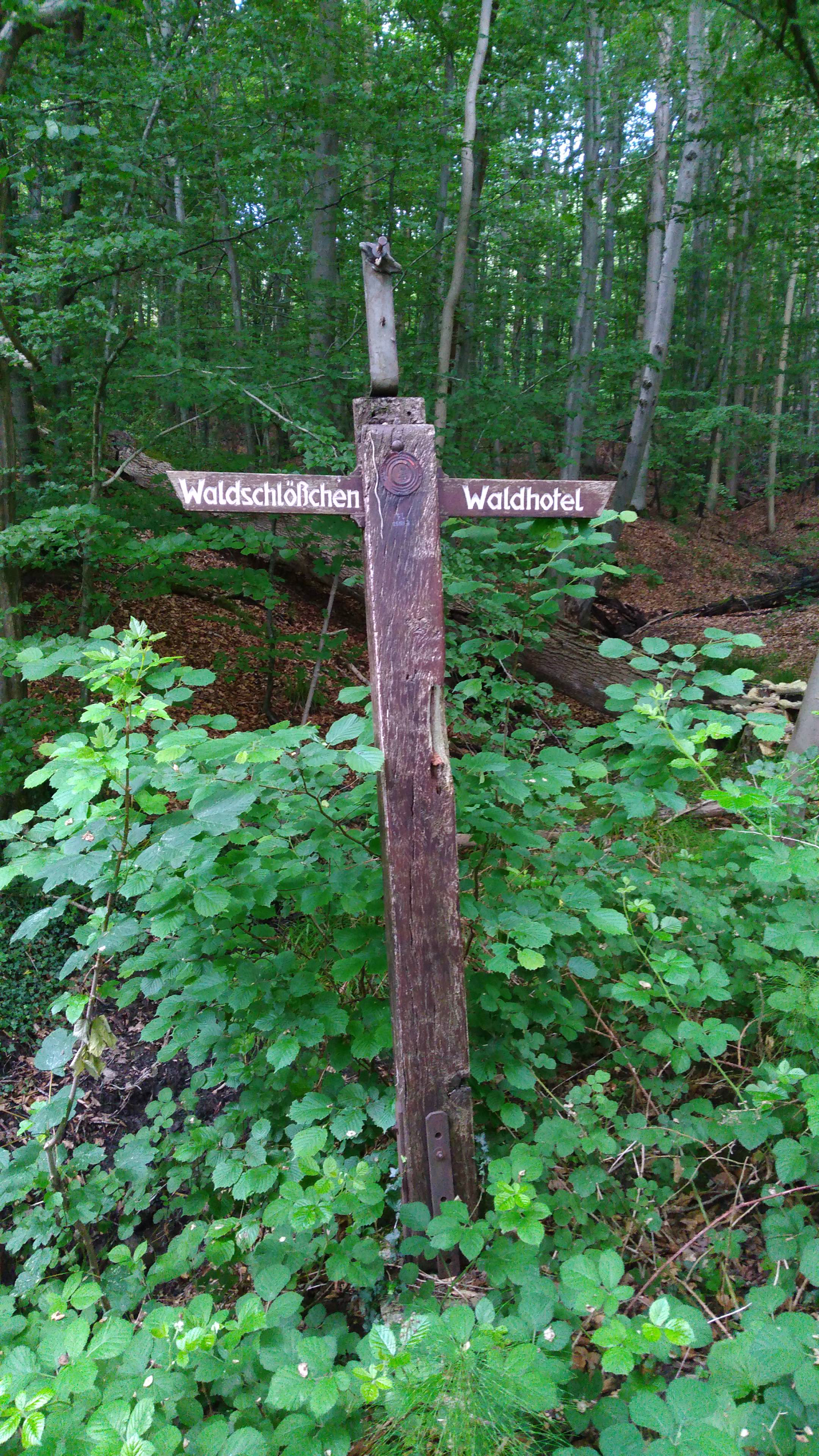
Wegweiser am Südrand des FFH-Gebietes Tiergarten
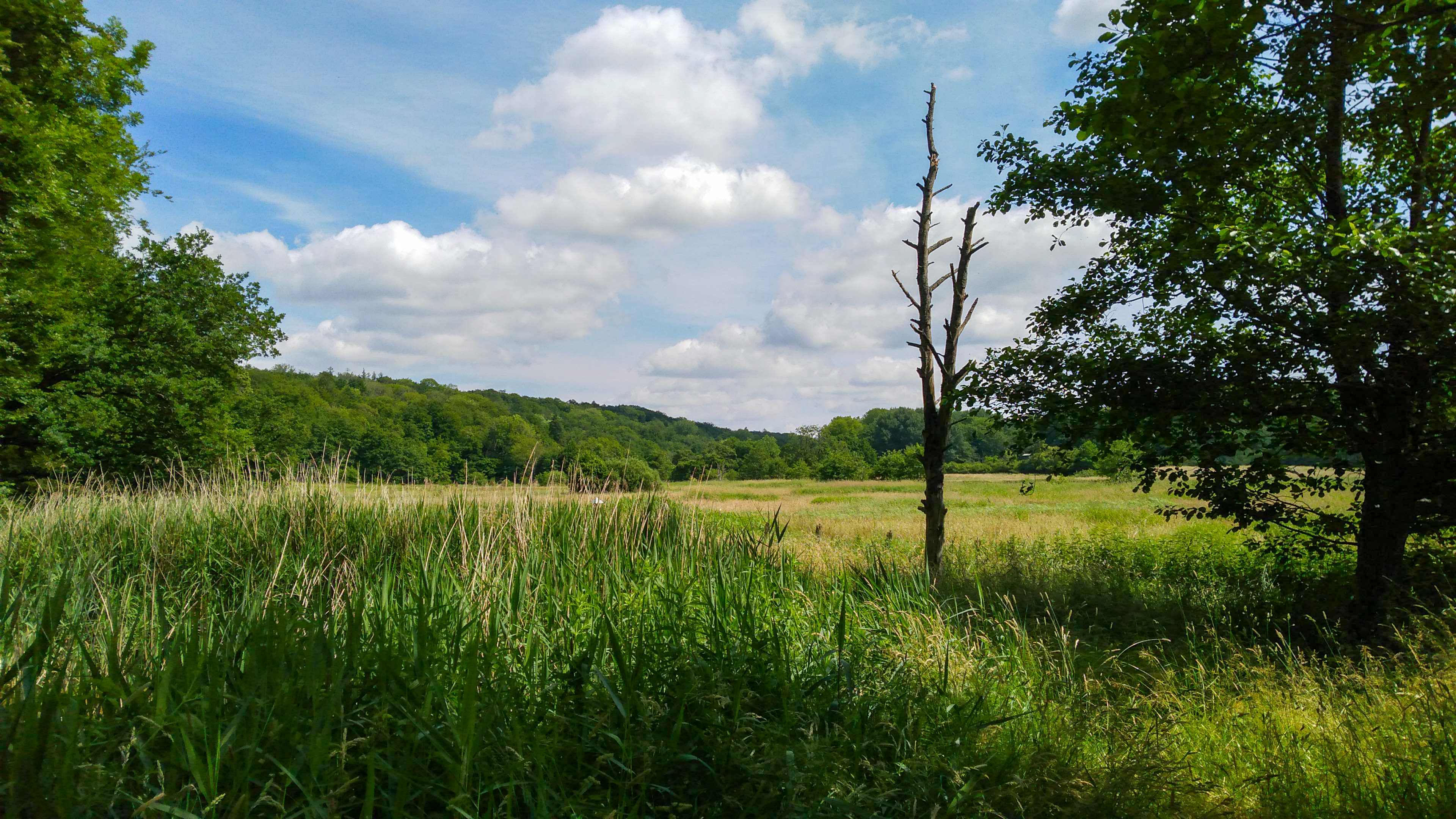
Tal des Haselholmer Wasserlaufs am Südrand des FFH-Gebietes Tiergarten
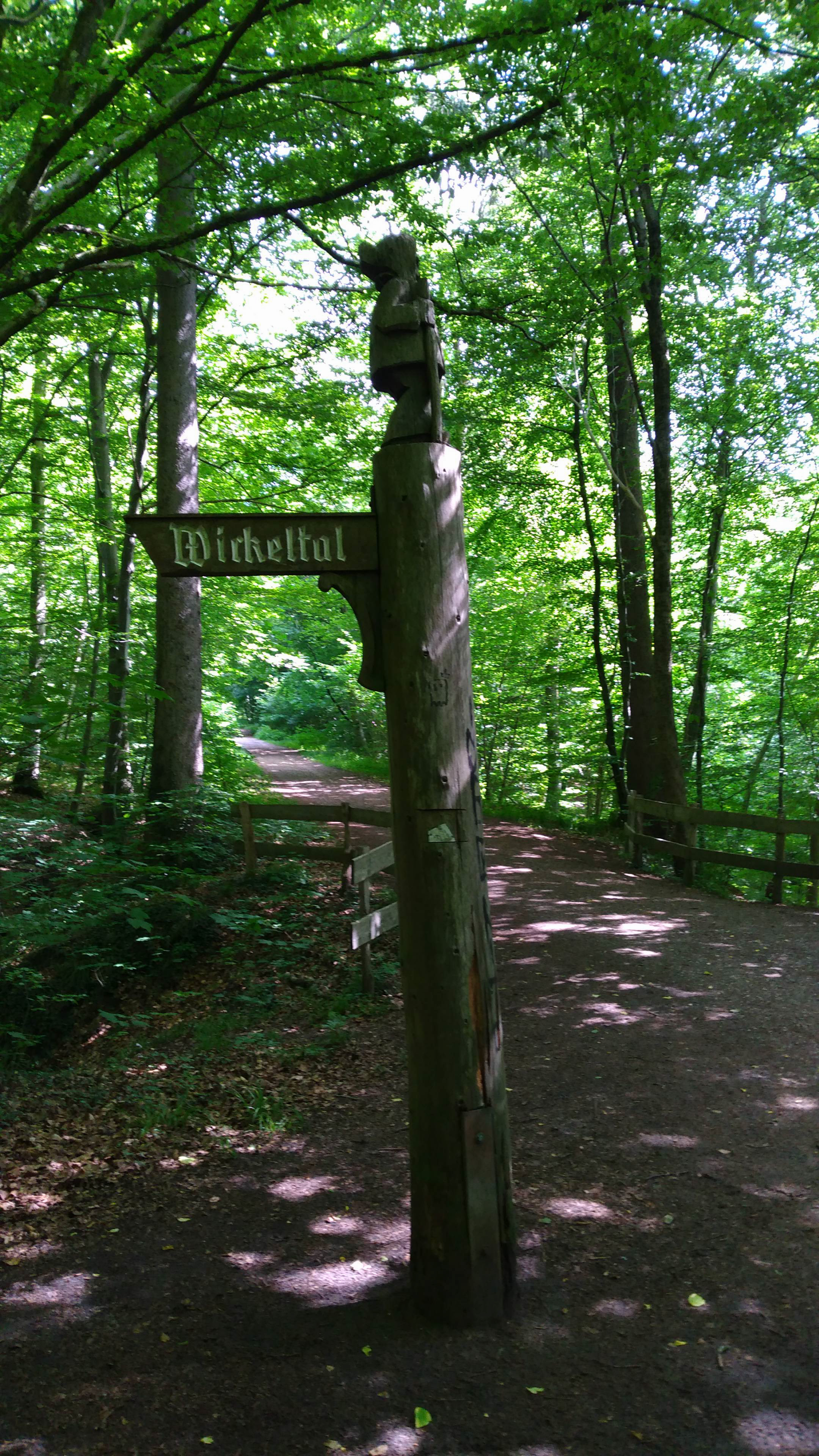
Wegweiser zum Wickeltal
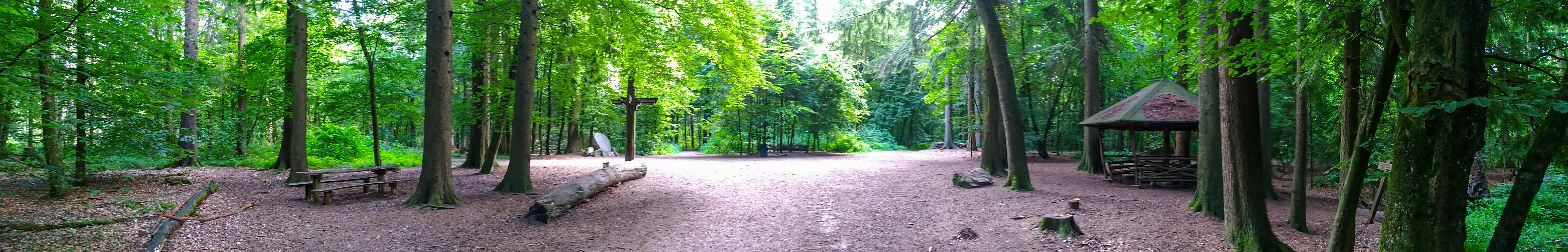
Rastplatz im Zentrum des FFH-Gebietes Tiergarten
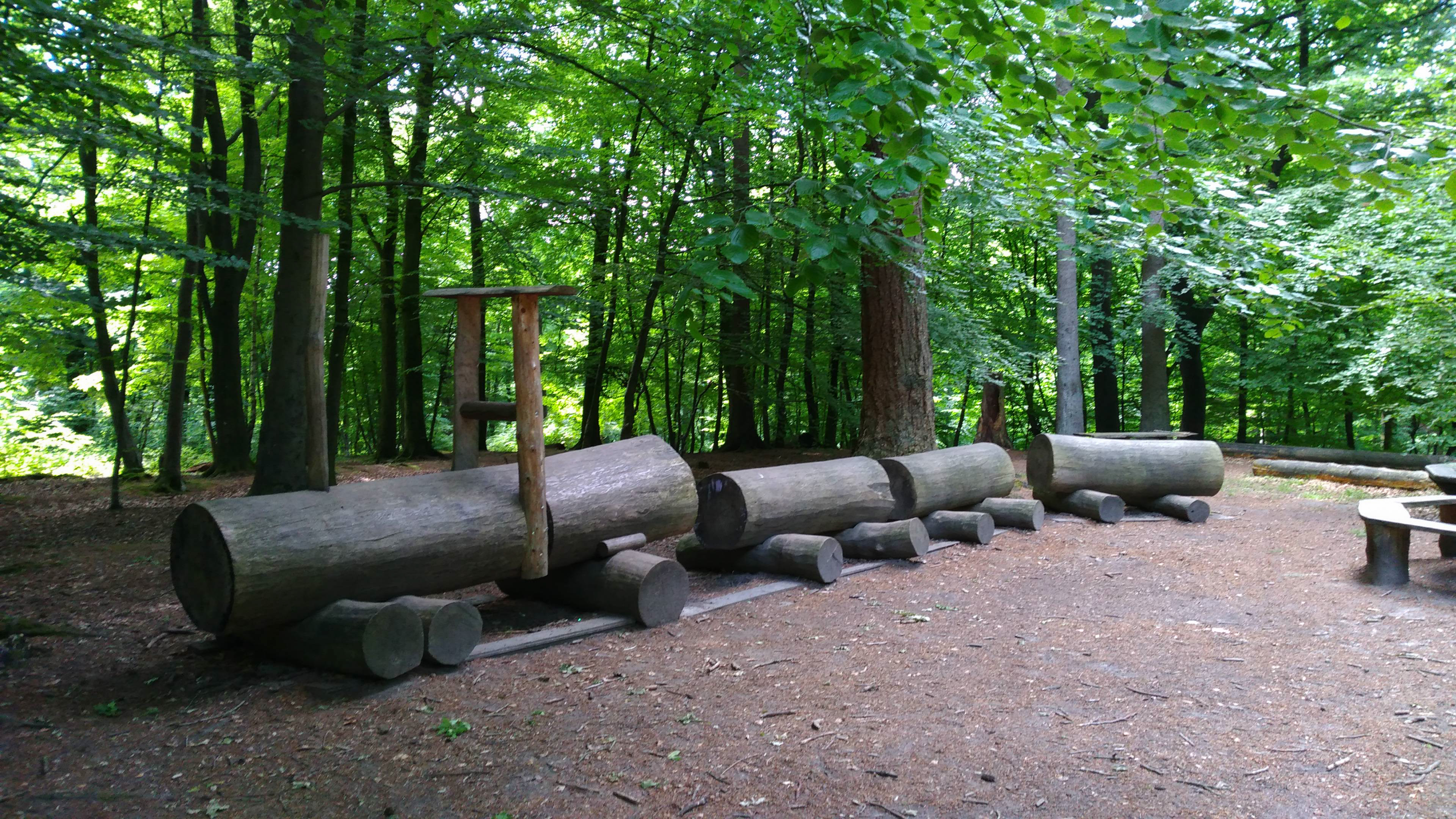
Spielplatz im Zentrum des FFH-Gebietes Tiergarten
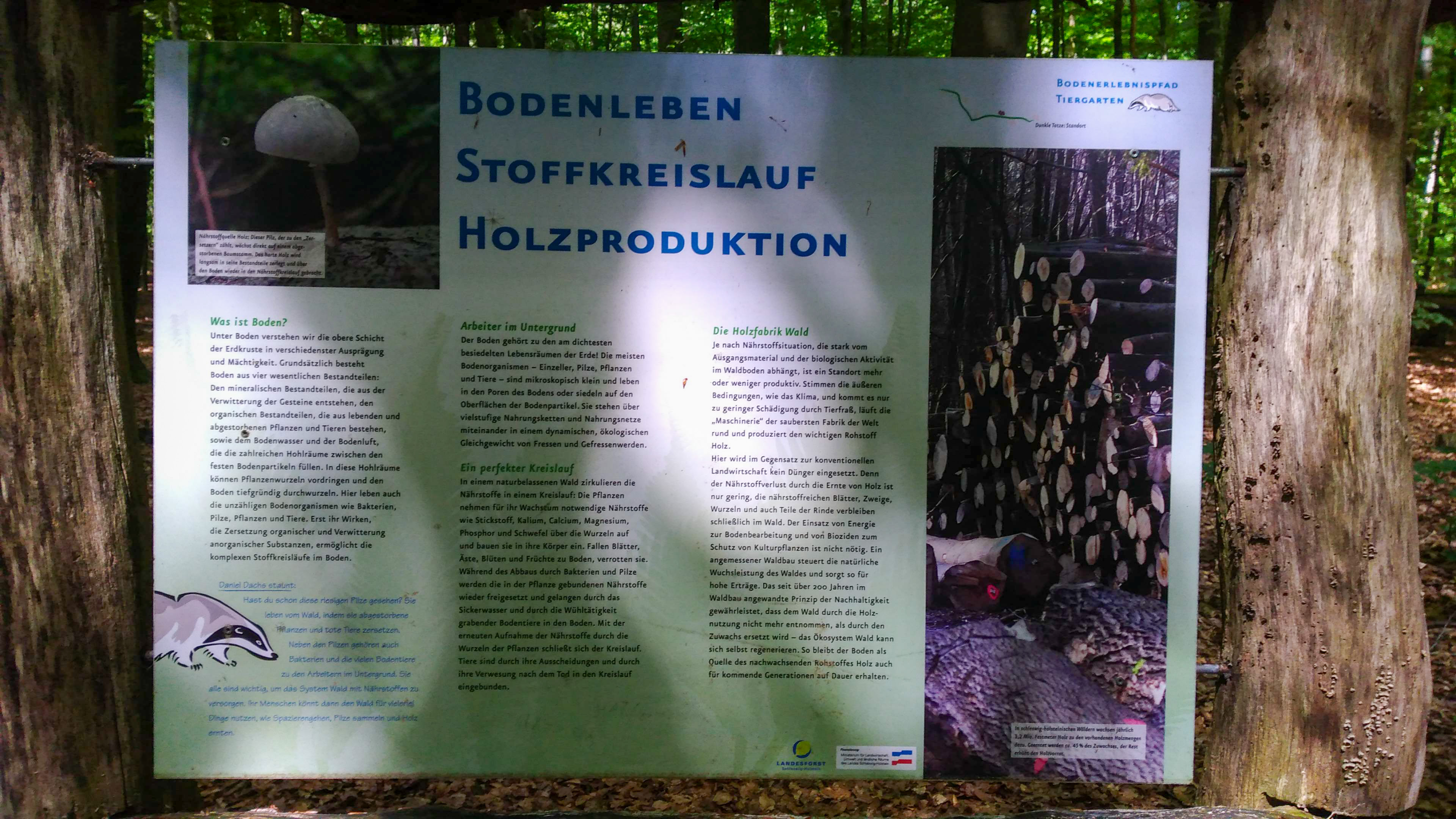
Infostation am Waldbodenlehrpfad im FFH-Gebiet Tiergarten
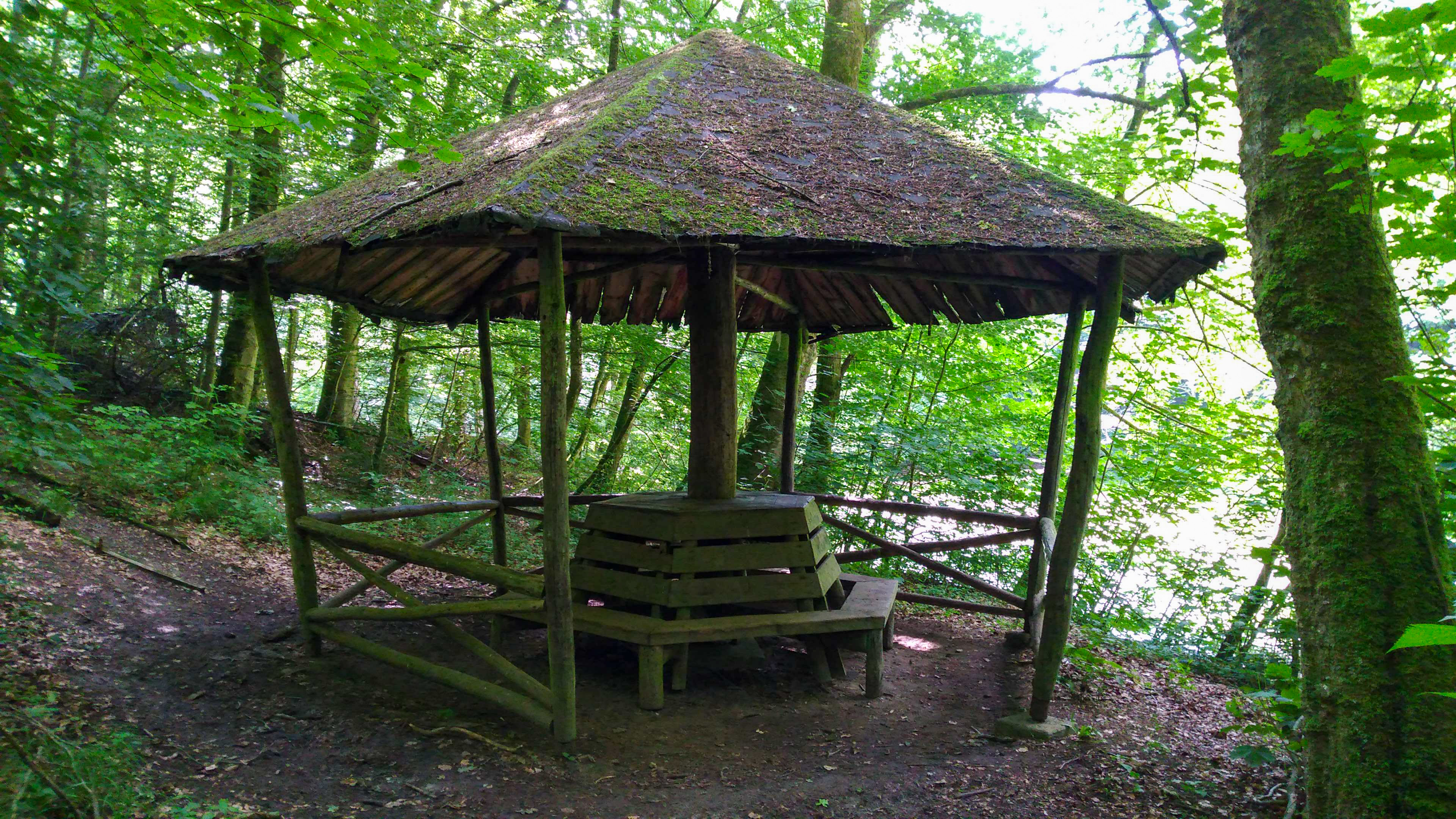
Schutzhütte am Frühstücksteich
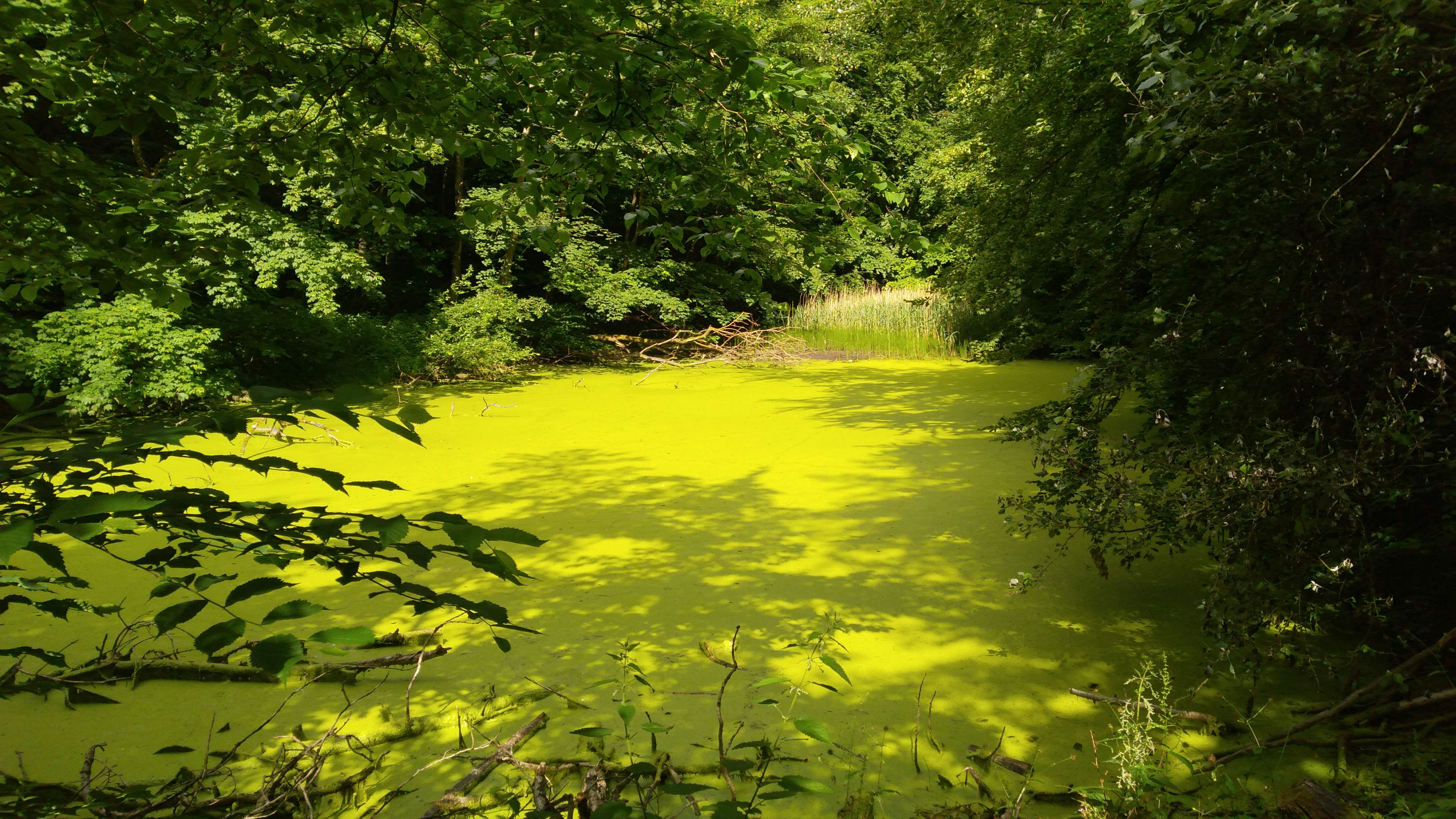
Frühstücksteich
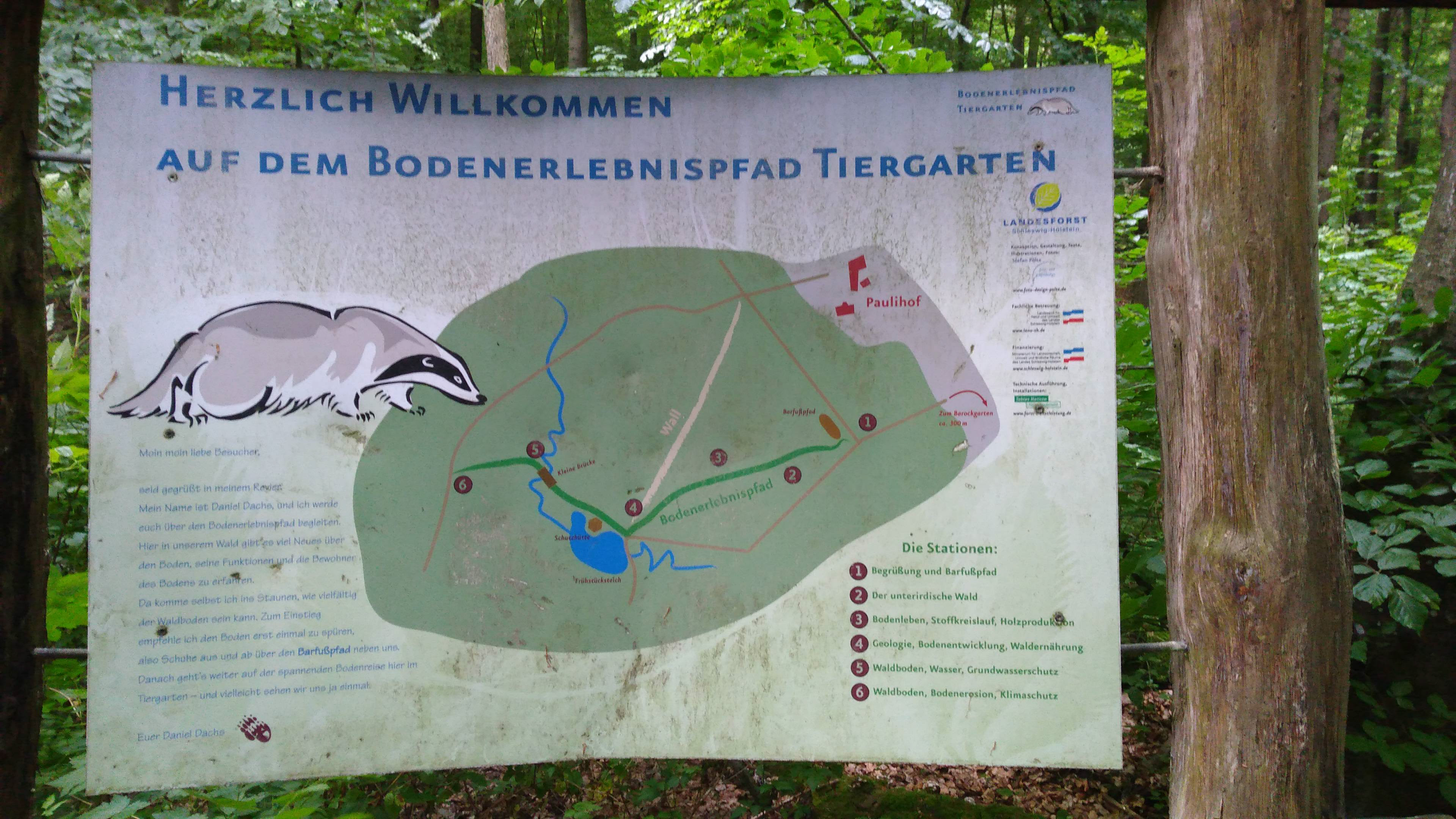
Hinweistafel am Waldbodenlehrpfad
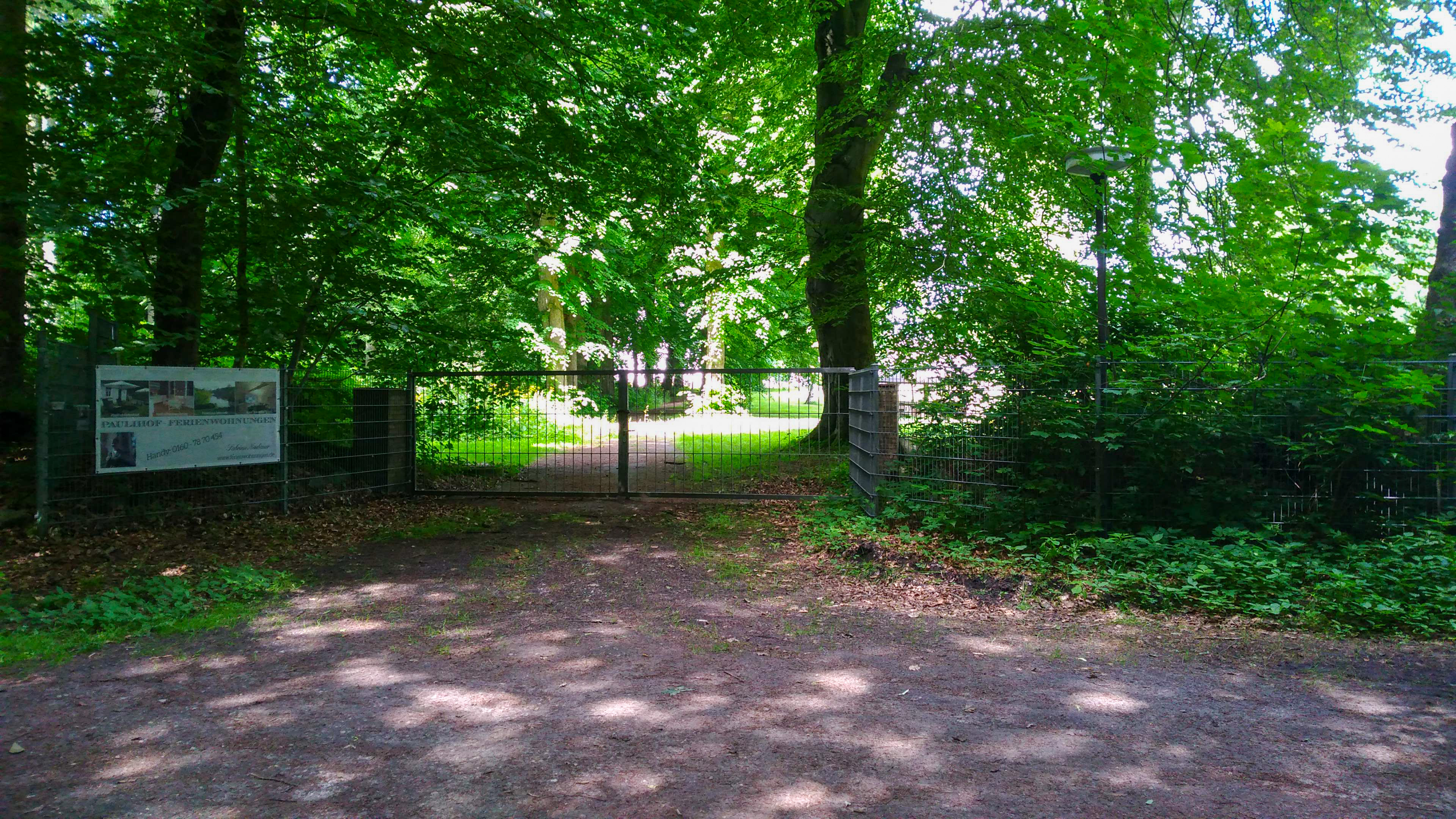
Am Paulhof
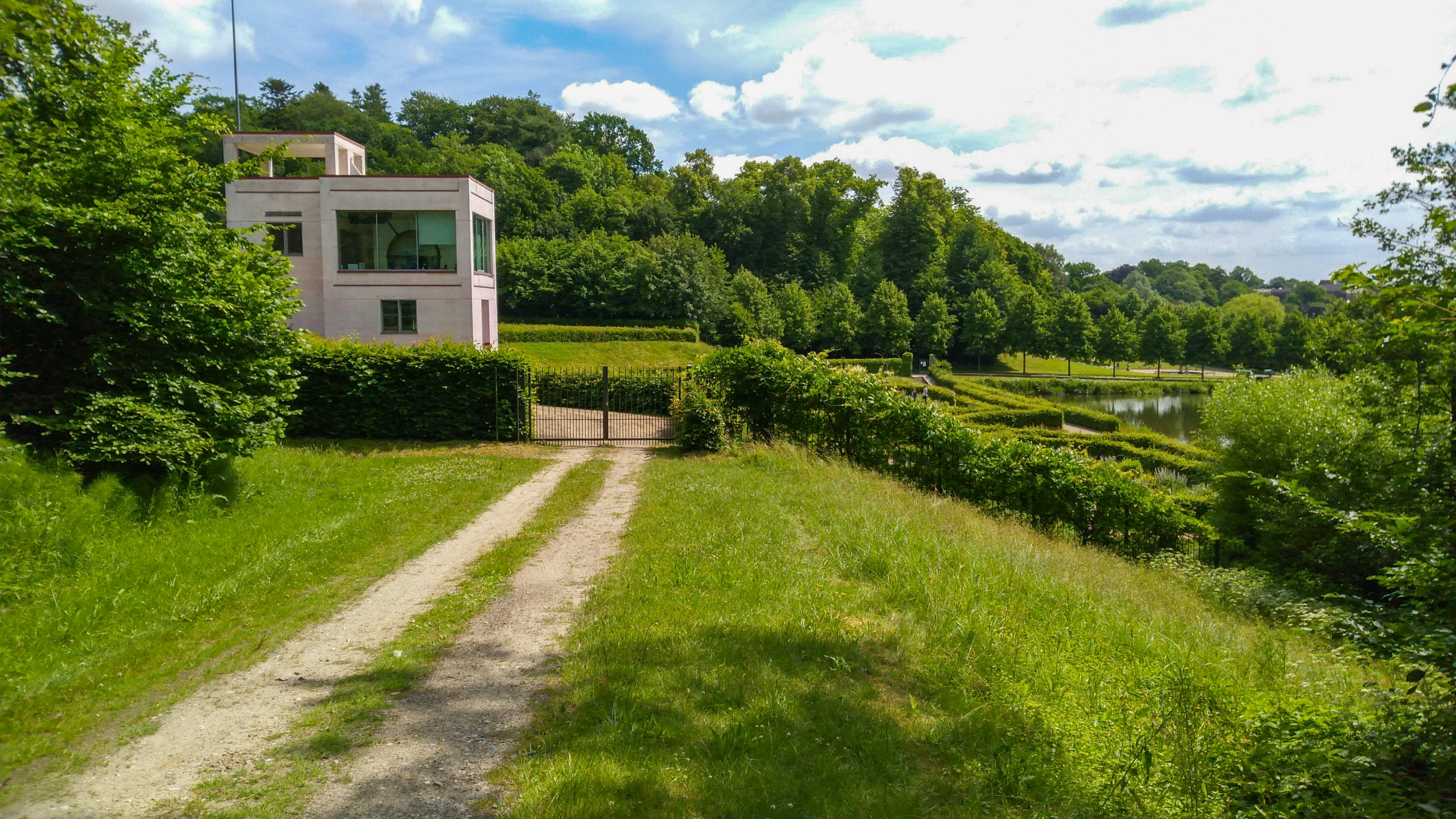
Am Ostende des FFH-Gebietes Tiergarten mit Blick auf das Globushaus im Barockgarten des Gottorfer Schlosses
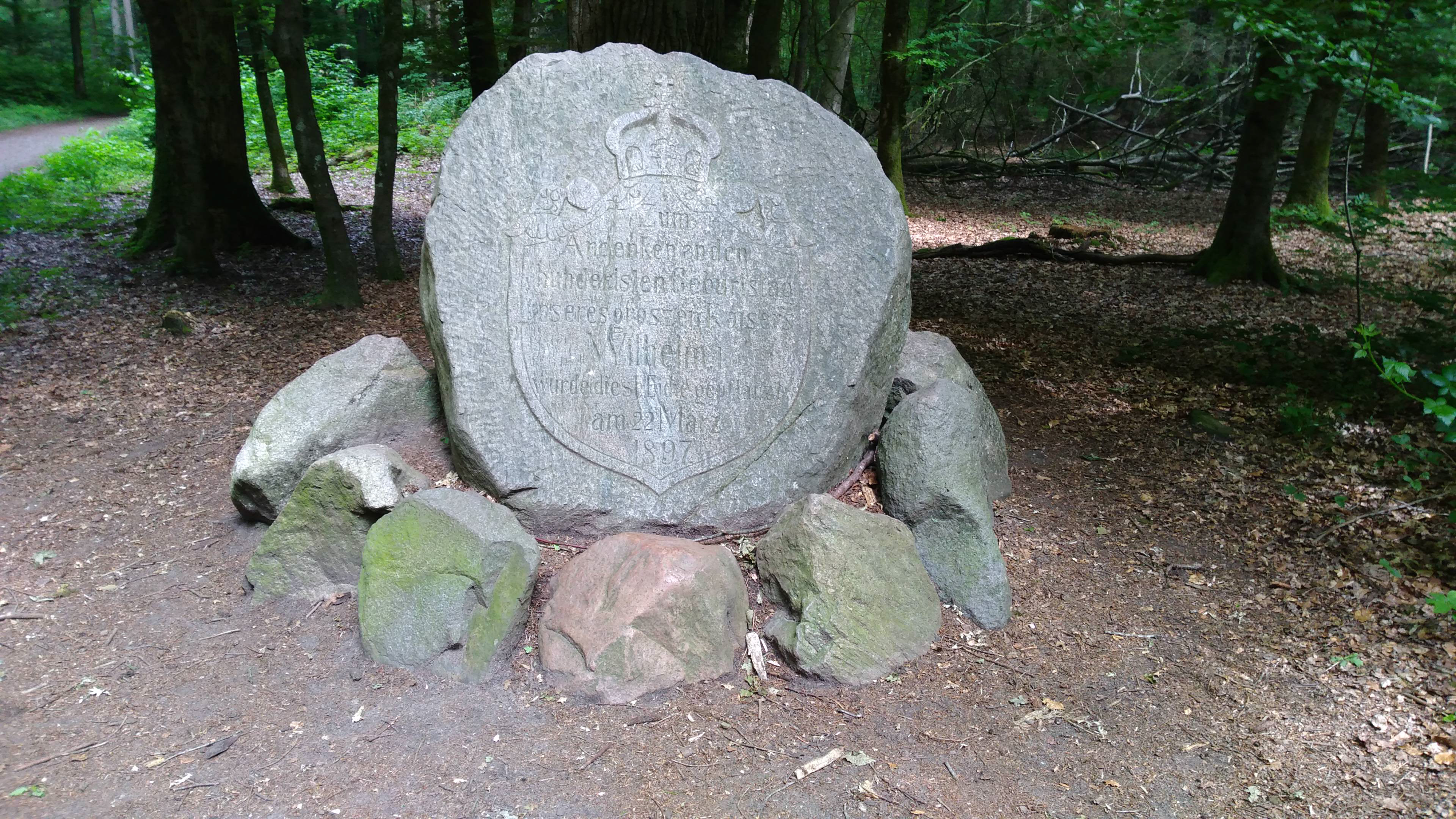
Gedenkstein für Kaiser Wilhelm I
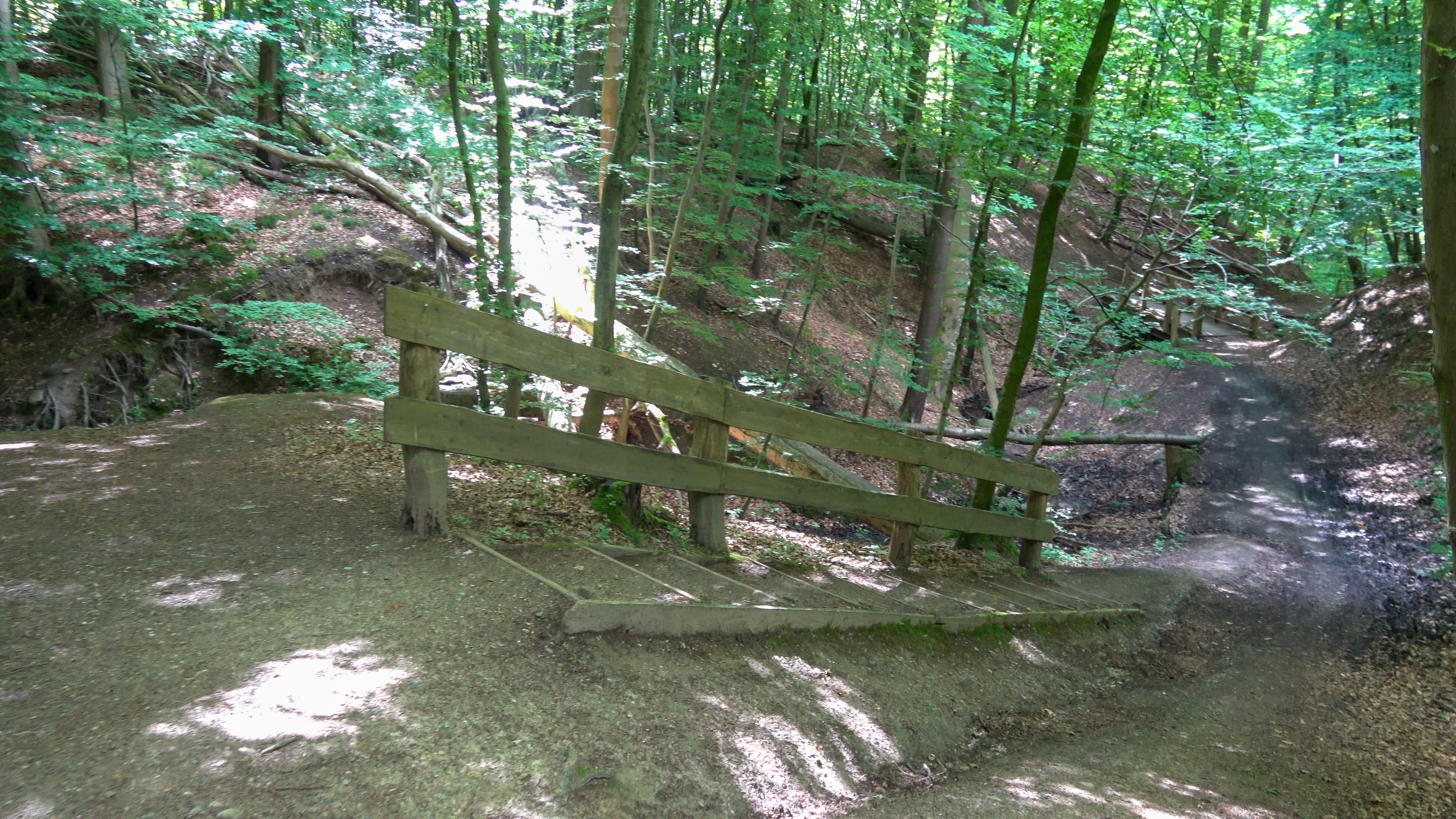
Wickeltal im FFH-Gebiet Tiergarten
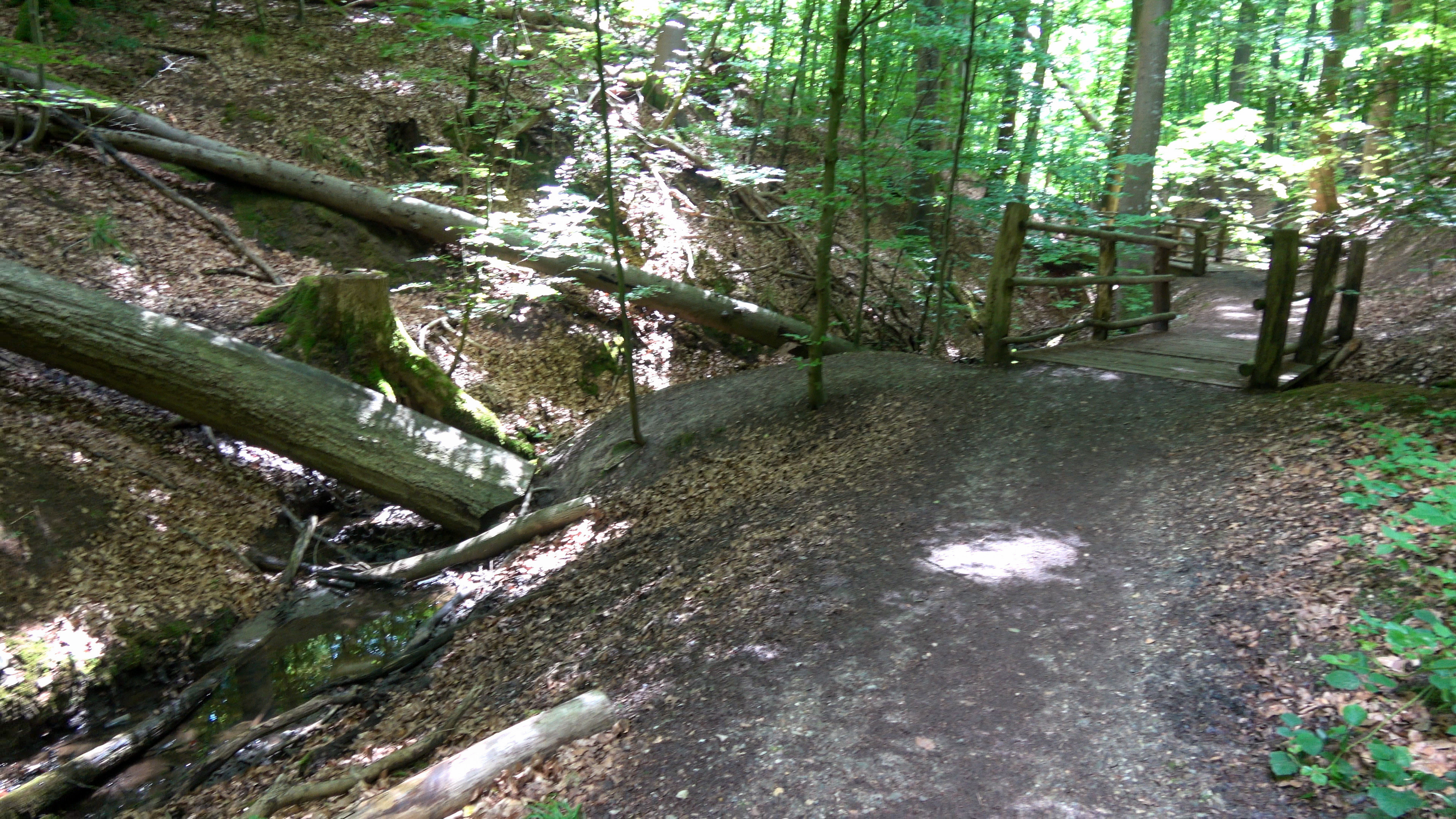
Wickeltal im FFH-Gebiet Tiergarten